# Fannia hermani
Fannia hermani är en tvåvingeart som beskrevs av Dominguez 2007. Fannia hermani ingår i släktet Fannia och familjen takdansflugor. Inga underarter finns listade i Catalogue of Life.